# Tommy e Tuppence Beresford
Tommy Beresford e Prudence "Tuppence" Cowley são personagens de ficção criados pela escritora inglesa Agatha Christie. Eles formam o único casal utilizado pela autora em mais de um livro. Um detalhe interessante é que, ao contrário do que acontece na maioria das vezes, eles envelhecem entre um volume e outro.
No primeiro livro em que aparecem, The Secret Adversary (O Inimigo Secreto, Brasil e O Adversário Secreto, Portugal), publicado em 1922, ainda solteiros, os dois amigos de infância entram quase por brincadeira em um perigoso trabalho de espionagem que mudaria a história da Inglaterra.
O segundo, Partners in Crime (Sócios no Crime, Brasil ou O Homem que Era No. 16, Portugal), publicado em 1929, passa-se seis anos depois, quando os dois decidem trabalhar em uma agência de detetives.
Já o terceiro, N or M? (M ou N?, Brasil ou N ou M? e Tempo de Espionagem, Portugal), publicado em 1941, passa-se mais ou menos vinte anos depois. Enquanto seu filho Derek luta na Segunda Guerra Mundial, Tommy e Tuppence viajam para uma cidadezinha pacata que esconde um perigoso quinta-coluna (espião alemão).
No quarto livro, By the Pricking of My Thumbs (Um Presentimento Funesto, Brasil ou  Caminho Para a Morte, Portugal), publicado em 1968, Tuppence acha que há um fundo de verdade na loucura de uma velhinha que vive em um pequeno asilo. Quando ela tenta investigar, a velha desaparece subitamente.
No quinto e último livro, Postern of Fate (Portal do Destino, Brasil ou Morte Pela Porta das Traseiras, Portugal), publicado em 1973, eles estão velhos e aposentados e  decidem se mudar. Mas sua nova cidade abriga mais um crime para ser desvendado pelo brilhante casal.